# Upplands runinskrifter Fv1971;212A
Upplands runinskrifter Fv1971;212A är ett vikingatida runstensfragment av gråspräcklig granit funnet i Vadaby, Vada socken och Vallentuna kommun. Runstensfragmentet är 0,42 gånger 0,37 meter stort. Fragmentet påträffades 300 meter västsydväst om Vada kyrka, men förvaras nu i kyrkan.

## Inskriften
Translitterering av runraden:
... (a)uk ' þurm... ...
Normalisering till runsvenska:
... ok Þorm[undr](?) ...
Översättning till nusvenska:
... och Tormund(?)